# Andre Ingram
Andre Ingram, né le 19 novembre 1985 à Richmond, en Virginie, est un joueur américain de basket-ball. Il évolue au poste d'arrière. En avril 2018, il dispute son premier match NBA en tant que professionnel avec les Los Angeles Lakers face aux Houston Rockets. Il y inscrira 19 points (3 rebonds, 3 contres).